# Monica Mengarelli
Monica Cauchard Mengarelli, född 11 maj 1959 i Stockholm, är en svensk balettdansare.
Från 1978 till år 2000 dansade Mengarelli vid Cullbergbaletten, där hon kom att få akter specialskrivna för sig. Hon har arbetat med koreografer som Mats Ek, Jiri Kylian, William Forsythe, Ohad Naharin och Carolyn Carlsson. Som balettdansare var hon även med i TV-produktioner av Mats Ek, såsom The House of Bernada, Giselle, Svansjön, Törnrosa och Birgit Cullbergs Fröken Julie. På Dramaten har hon bland annat varit med i uppsättningar av Spöksonaten och Andromaque.
Efter att ha avslutat sin karriär vidareutbildade Mengarelli sig till danspedagog. 2003 blev hon balettmästare vid Skånes Dansteater, där hon även som koreograf började arbeta med Didy Weldman. De satte upp föreställningar i bland annat Göteborg, Montreal, Amsterdam och London. Som lärare har hon arbetat vid Kungliga Svenska Balettskolan, och som repetitör arbetade hon bland annat med Ana Laguna i uppsättningen av Fröken Julie på Parisoperan 2014.
Mengarelli har en dotter.